# ۶٬۱-هگزان‌دیول
۶،۱-هگزان‌دیول (به انگلیسی: 1,6-Hexanediol) یک ترکیب شیمیایی است. 